# Johannes Kriege
Johannes Kriege (vollständiger Name Johannes (John) Daniel Jakob Kriege; * 22. Juli 1859 in Lüdinghausen; † 28. Mai 1937 in Berlin-Dahlem) war ein deutscher Jurist, Diplomat und Politiker (DVP).

## Leben und Beruf
Kriege studierte Rechts- und Staatswissenschaften, bestand 1880 das erste juristische Staatsexamen und trat anschließend als Gerichtsreferendar in den preußischen Justizdienst ein. Nach der Promotion zum Dr. jur. 1881 sowie dem zweiten juristischen Staatsexamen 1885 wurde er in den Dienst des Auswärtigen Amtes einberufen und wirkte seit 1887 als kommissarischer Vizekonsul in Amsterdam. Er war von 1889 bis 1894 Konsul in Asunción und von 1894 bis 1896 in gleicher Funktion in Sarajevo tätig. In der Folgezeit arbeitete er als Wirklicher Legationsrat und Vortragender Rat in der Rechtsabteilung des Auswärtigen Amtes. 1900 wurde er zum Geheimen Legationsrat ernannt.
Kriege nahm an zahlreichen internationalen Konferenzen – u. a. an der Zweiten  Haager Friedenskonferenz – teil und war von 1906 bis zu seinem Tode Mitglied des Ständigen Gerichtshofes in Den Haag. Er erhielt 1907 die Ernennung zum Wirklichen Geheimen Legationsrat und fungierte im gleichen Jahr als Zweiter Bevollmächtigter Delegierter bei der Haager Friedenskonferenz. Von September 1911 bis November 1918 war er als Ministerialdirektor Leiter der Rechtsabteilung des Auswärtigen Amtes. 1916 wurde er zum Wirklichen Geheimen Rat befördert. Auch vor und während des Ersten Weltkrieges war er deutsches Delegationsmitglied bei internationalen Konferenzen, so unter anderem 1918 Erster Bevollmächtigter Delegierter bei den Friedensverhandlungen von Brest-Litowsk. Nach der Novemberrevolution wurde er in den einstweiligen Ruhestand versetzt, bis er 1924 endgültig aus dem diplomatischen Dienst ausschied. Währenddessen fungierte er als juristischer Berater Kaiser Wilhelm II.
Johannes Kriege war der Vater des Juristen Walter Kriege, der Schwager des Architekten Richard Saran, der Onkel der Publizistin Mary Saran, der Neffe des Pastors Otto Funcke und der Enkel des Bremer Bürgermeisters Johann Daniel Meier. Er war ein Verwandter des Frühsozialisten Hermann Kriege.

## Abgeordneter
Kriege war von 1921 bis 1932 Mitglied des Preußischen Landtages.